# Ghafar
Ghafar (tiếng Ả Rập: الغفر) là một ngôi làng Syria nằm ở Armanaz Nahiyah ở huyện Harem, Idlib. Theo Cục Thống kê Trung ương Syria (CBS), Ghafar có dân số năm 2090 trong cuộc điều tra dân số năm 2004.